# Hamish Peacock
Hamish Peacock (* 15. Oktober 1990 in Hobart) ist ein australischer Leichtathlet, der sich auf den Speerwurf spezialisiert hat.

## Sportliche Laufbahn
Erste internationale Erfahrungen sammelte Hamish Peacock bei den Jugendweltmeisterschaften 2007 in Ostrava, bei denen er mit 76,31 m die Silbermedaille hinter dem Finnen Tuomas Laaksonen gewann. 2008 nahm er an den Juniorenweltmeisterschaften im polnischen Bydgoszcz teil und belegte dort mit 74,44 m den fünften Platz. Erst fünf Jahre später qualifizierte er sich wieder für internationale Meisterschaften, nämlich für die Weltmeisterschaften  in Moskau, bei denen er mit 76,33 m in der Qualifikation ausschied. 2014 nahm er erstmals an den Commonwealth Games in Glasgow teil und gewann dort mit 81,75 m die Bronzemedaille. 2015 qualifizierte er sich erneut für die Weltmeisterschaften in Peking, bei denen 79,37 m erneut nicht für einen Finaleinzug reichten.
2016 nahm er an den Olympischen Spielen in Rio de Janeiro teil und verpasste auch dort mit 77,91 m das Finale, wie auch bei den Weltmeisterschaften 2017 in London, bei denen er mit einer Weite von 82,46 m in der Qualifikation ausschied. Im April 2018 nahm er erneut an den Commonwealth Games im heimischen Gold Coast teil und gewann dort mit 82,59 m die Silbermedaille hinter dem Inder Neeraj Chopra.
2013 und von 2016 bis 2018 wurde Peacock australischer Meister im Speerwurf. Er ist Student für Bauingenieurwesen an der University of Tasmania. Sein jüngerer Bruder Huw Peacock ist ebenfalls Leichtathlet.